# Barbicornis monacha
Barbicornis monacha är en fjärilsart som beskrevs av Hans Ferdinand Emil Julius Stichel 1924. Barbicornis monacha ingår i släktet Barbicornis och familjen Riodinidae. Inga underarter finns listade i Catalogue of Life.